# Осмаци
Осмаци су село, мјесна заједница и сједиште истоимене општине у Републици Српској, БиХ. Према подацима пописа становништва 2013. године, у насељеном мјесту Осмаци укупно је пописано 943 лица.
Овде се налази црква у Мраморку код Осмака.

## Становништво
|             | 2013.        | 1991.        | 1981.        | 1971.        |
| Укупно      | 998 (100,0%) | 844 (100,0%) | 709 (100,0%) | 800 (100,0%) |
| Срби        | 846 (84,77%) | 798 (94,55%) | 702 (99,01%) | 796 (99,50%) |
| Бошњаци     | 148 (14,83%) | 35 (4,147%)1 | –            | –            |
| Хрвати      | 2 (0,200%)   | 1 (0,118%)   | 1 (0,141%)   | –            |
| Неизјашњени | 1 (0,100%)   | –            | –            | –            |
| Остали      | 1 (0,100%)   | 7 (0,829%)   | –            | 4 (0,500%)   |
| Југословени | –            | 3 (0,355%)   | 6 (0,846%)   | –            |

1. 1 На пописима од 1971. до 1991. Бошњаци су пописивани углавном као Муслимани.

| Демографија | Демографија | Демографија |
| Година      | Становника  | Становника  |
| ----------- | ----------- | ----------- |
| 1948.       | 3.544       |             |
| 1953.       | 5.785       |             |
| 1961.       | 872         |             |
| 1971.       | 800         |             |
| 1981.       | 709         |             |
| 1991.       | 842         |             |
| 2013.       | 998         |             |